# 275 a.C.
Il 275 a.C. (CCLXXV a.C. in numeri romani) è un anno  del III secolo a.C.

## Eventi
- Gli abitanti di Babilonia sono trasferiti altrove; la città muore.
- Battaglia di Benevento: i Romani comandati da Manio Curio Dentato sconfiggono definitivamente Pirro dell'Epiro.
- I Galati sono vinti nella Battaglia degli elefanti dai Seleucidi guidati da Antioco I e si stabiliscono ad Ankara[1]

## Nati
- Demetrio II Etolico, re macedone antico († 229 a.C.)
- Euforione di Calcide, poeta e bibliotecario greco antico († 200 a.C.)

## Morti
- Archidamo IV, sovrano spartano
- Sotade, poeta greco antico